# Jürgen Evers
Jürgen Evers (Stuttgart, República Federal Alemana, 29 de abril de 1964) es un atleta alemán retirado especializado en la prueba de 200 m, en la que ha conseguido ser subcampeón europeo en 1986.

## Carrera deportiva
En el Campeonato Europeo de Atletismo de 1986 ganó la medalla de plata en los 200 metros, con un tiempo de 20.75 segundos, llegando a meta tras el soviético Vladimir Krylov y por delante de otro soviético Andrey Fedoriv (bronce con 20.84 s).
Su mejor marca personal es de 20.37 segundos, conseguida en agosto de 1983 en Schwechat.